# Analipseos
Analipseos (Grieks: Αναλήψεως) (Hemelvaart) is een metrostation in de Griekse stad Thessaloniki dat op 30 november 2024 werd geopend.

## Geschiedenis
Sinds de grote stadsbrand van 1917 waren er diverse voorstellen gedaan voor het aanleggen van een metronet in Thessaloniki die niet verder kwamen dan de tekentafel.  Metrostation Analipseos was onderdeel van het gemeentelijke metro/sneltramproject uit de jaren 80 van de 20e eeuw. De eerste werkzaamheden begonnen in 1986 en in 1988 besloot burgemeester Kouvelas het geheel uit te voeren als metro in openbouwputtunnels. Het gemeentelijke project werd echter om financiële redenen in 1989 stilgelegd. Dit project zou ten zuiden van Papafi twee takken krijgen en Analipseos zou aan de geplande westtak komen.  
Deze westtak en de tunnel onder de oude stad, die al in 1918 was voorgesteld, vormen de basis voor het tracé van lijn 1 dat in 2003 werd vastgelegd. In april 2006 werd gekozen voor een automatische metro naar het voorbeeld van de metro van Kopenhagen. Volgens het ontwerp zou die  in geboorde tunnels op ongeveer 9 meter diepte komen, archeologische vondsten leidden echter tot een wijziging van het ontwerp waarbij de tunnels ongeveer tussen de 14 en 31 meter diep kwamen te liggen. Analipseos werd ook onderdeel van dit project en de opening vond plaats op 30 november 2024. 

## Ligging en inrichting
Het station ligt onder de  Delfonstraat ter hoogte van de Analipseosstraat in de gelijknamige buurt. De hoofdtoegang ligt in de driehoek tussen de Delfonstraat en de Georgi Drosinistraat. Deze driehoek is overdekt met een glazen kap en heeft een lift en roltrappen die via een tussenverdieping de straat en de stationshal verbinden. De westelijke toegang ligt aan de Delfonstraat ten zuiden van de  Analipseosstraat. Omdat de stationshal al op niveau -2 ligt is het mogelijk om door een vide op het perron te kijken. De wanden en de plafonds zijn deels afgedekt met rode beplating. Het perron is in verband met de inzet van automatische metrostellen voorzien van perrondeuren.  Vlak ten zuiden van het perron ligt een kruiswissel waarmee de metrostellen van tunnel kunnen wisselen.